# فافارا (صقلية)
فافارا (بالإيطالية: Favara)‏ هي بلدية في مقاطعة أغريجنتو في صقلية الإيطالية.

## السكان
في سنة 1861 بلغ عدد السكان 12٬859 نسمة، وتطور العدد ليصل في سنة 2011 لـ 32٬972 نسمة.
يظهر هذا المخطط البياني تطور النمو السكاني لـ فافارا (صقلية)

## توأمة
لفافارا (صقلية) اتفاقيات توأمة مع:
- مجيدية

## أعلام
- فيتوريو أمبروزيني